# Flyboys

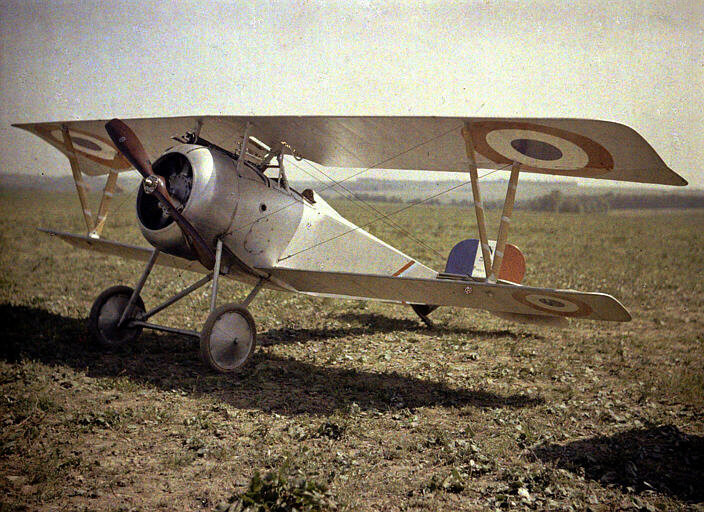
Nieuport 23c, dessa plan flygs av filmens huvudkaraktärer

Flyboys är en amerikansk film från 2006. Regisserad av Tony Bill. Filmen är baserad på en sann historia.

## Handling
I början av 1917 rasar första världskriget i Europa men USA vill inte dra sig in i kriget. Men en grupp amerikanska piloter anmäler sig till det franska flygvapnet och flygflottiljen Escadrille Lafayette. Redo att offra livet för att lyfta första världskriget upp i luften inser de snart att det inte kommer att bli en lätt kamp och att långt ifrån alla kommer att överleva.

## Roller (urval)
- James Franco - Blaine Rawlings
- Martin Henderson - Reed Cassidy
- David Ellison - Eddie Beagle
- Jennifer Decker - Lucienne
- Tyler Labine - Briggs Lowry
- Abdul Salis - Eugene Skinner
- Jean Reno - Kapten Georges Theanult